# Luigia Codemo

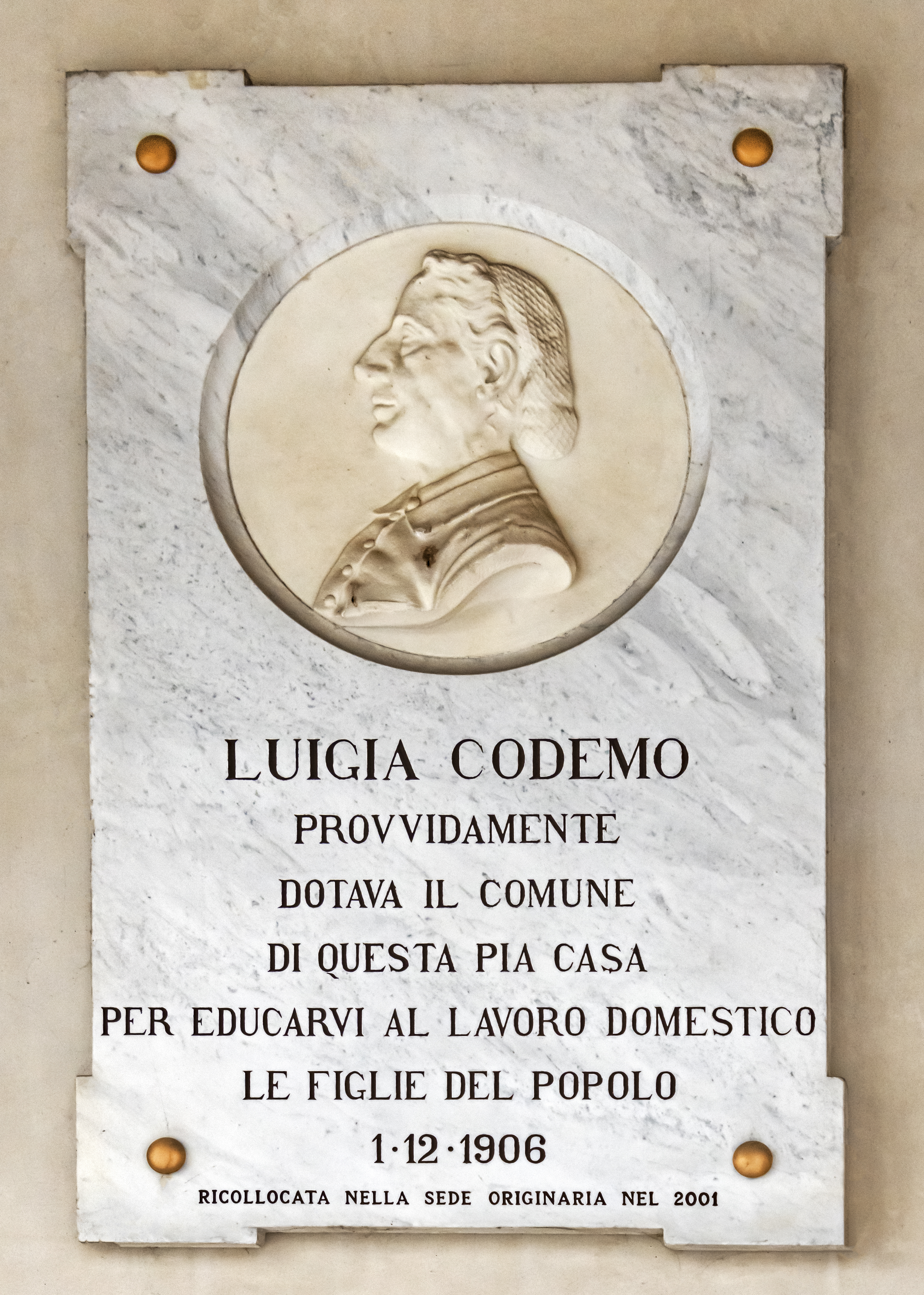
Targa commemorativa per Luigia Codemo in Via Carlo Alberto in Treviso

Luigia Codemo, o Luigia Codemo di Gerstenbrandt (Treviso, 5 settembre 1828 – Venezia, 3 agosto 1898), è stata una scrittrice e romanziera italiana autrice di racconti, romanzi, poesie e testi teatrali di ambiente contadino e spesso a sfondo patriottico.

## Biografia
Nacque in una famiglia di intellettuali: il padre Michelangelo era insegnante di lettere, la madre Cornelia Sale vedova Mocenigo, poetessa e traduttrice. Fece frequenti viaggi in Italia e all'estero, studiò pittura a Firenze ed ebbe occasione di conoscere e frequentare alcuni fra i più importanti letterati del XIX secolo quali Manzoni, Tommaseo e Giusti. Nel 1851 si trasferì a Venezia dove sposò Carlo di Gerstenbrandt.
Pubblicò il suo primo romanzo, Le memorie d'un contadino, nel 1856; l'opera, che narrava le vicende di un giovane contadino che si trasferiva a Venezia, riscosse consensi ed elogi soprattutto per la descrizione delle scene domestiche e per l'evidente adesione dell'autrice ai movimenti di indipendenza italiana. Il linguaggio, mutuato dal Manzoni, appare poco curato; l'autrice tuttavia costruiva personaggi, soprattutto personaggi femminili, dal carattere netto e ben definito.
Coeva del vicentino Antonio Fogazzaro di lei scrisse Piero Nardi inserendola, tra i minori, nell'area della letteratura veneta e riportando il giudizio del Brognoligo a proposito del suo linguaggio,  «una stranissima mescolanza di forme venete e toscane, fatta con non so che spontanea inquietudine». Fu anche disegnatrice, suoi disegni sono presenti in tanti periodici dell'epoca (specialmente nell'Illustrazione popolare di Milano e nella Gazzetta di Treviso).
La Codemo si cimentò anche in testi teatrali: I due Barisani, ossia fa quel che vuol la terra (1882), L'ultima Delmosti, Un processo in famiglia (1868), Loda la rosa tieni la viola, Letterati e perpetue, La biscia becca il ciarlatano.

## Le autrici della letteratura italiana
Luigia Codemo (1828-1898) è tra le scrittrici basilari della storia della letteratura italiana dell'Ottocento; è quindi censita in Le autrici della letteratura italiana. 

## Opere
- Delle rondini: carme, Venezia: tip. P. Nabatovich, 1854
- Le memorie d'un contadino: scene domestiche, Venezia: G. Antonelli, 1856
- Berta: prima cronaca d'un anonimo: scene domestiche, Venezia: Naratovich, 1858
- Fiore di prato: seconda cronaca d'un anonimo: scene domestiche, Venezia: Tip. del commercio, 1860
- Andrea, ovvero Il padre e la famiglia: scene domestiche del Veneto, Venezia: premiata tip. di Gio. Cecchini, 1864
- Ippolito Caffi: cenni artistici e biografici, Venezia: tip. Cecchini, 1866
- L' ultima Delmosti, o Come s'espia un'imprudenza: dramma storico-domestico in quattro atti e un prologo, Venezia: Gio. Cecchini, 1868
- Dal mare alle Alpi: illustrazione d'un album, Venezia: Tipografia del commercio di Marco Visentini, 1869
- La rivoluzione in casa: scene della vita italiana, Venezia: Reale tipografia di Gio. Cecchini, 1869
- Pellegrinaggio a Brusuglio: ricordi e pensieri, Venezia: Strenna veneziana, 1871
- Scene e descrizioni illustrate, Venezia: Tip. del commercio di Marco Visentini, 1871
- Chioggia e Schio: studietti autunnali, Venezia: tip. Cecchini, 1872
- Fronde e fiori del Veneto letterario in questo secolo: racconti biografici, Venezia: Tip. di Giuseppe Cecchini, 1872
- Pagine famigliari artistiche cittadine: 1750-1850, Venezia: Tip. del commercio di M. Visentini, 1875
- I nuovi ricchi: scene domestiche, Treviso: coi tipi di L. Zoppelli, 1876
- Miserie e splendori della povera gente: scene popolari, Venezia: C. Coen, 1876
- Per monti e per valli: corseggiata pittorica, Treviso: L. Zoppelli, 1877
- Scene marinare, Treviso: coi tipi di L. Zoppelli, 1879
- Svago a buona scuola, Treviso: coi tipi di L. Zoppelli, 1880
- Racconti, scene, bozzetti, produzioni drammatiche, Treviso: L. Zoppelli, 1882
- Nohant: tocchi pittoreschi, Treviso: Tipografia Luigi Zoppelli, 1884
- Il dottor Alessandri: Profilo a memoria, Venezia: Stab. Tip. Lit. M. Fontana, 1886
- Patire, non morire: Scene artistiche, Treviso: Tip. L. Zoppelli, 1886
- Scene campestri, domestiche, storiche, Treviso: Tipografia Luigi Zoppelli, 1886
- Un viaggio a bordo, Treviso: Tipografia di L. Zoppelli, 1886
- A guerra finita: mie note sull'Esposizione artistico nazionale di Venezia del 1887, Venezia: Stabilimento tip. fratelli Visentini, 1887
- Giuseppe Carraro, Venezia: Stab. Lit. Tip. M. Fontana, 1888
- Nostri scrittori contemporanei: Clotaldo Piucco, Venezia: Stab. Tip. Dei Fratelli Visentini, 1889
- Sulla rivoluzione francese di Alessandro Manzoni, Venezia: Tip. Fontana, 1889
- Carnevale e Quaresima: Pennellate veneziane, Venezia: Stab. Tip. Lit. Fratelli Visentini, 1890
- I vaporetti: pennellata veneziana, Venezia: Fratelli Visentini, 1891
- Variazioni sul tema: Le due mogli di Napoleone 1. Studio di Ernesto Masi, Venezia: Success. M. Fontana, 1891
- Venticinque anni: dal 19 ottobre 1866, Venezia: Stab. Tip. Fratelli Visentini, 1891
- Dal parco all'orto: scene intime, Venezia: coi tipi dei Fratelli Visentini, 1892
- Noli me tangere (racconti), Treviso: Tip. Di L. Zoppelli, 1894
- Pennellate marinare, Venezia: tip. fratelli Visentini, 1895
- Poesie varie, Treviso: L. Zoppelli, 1895
- Alessandro Rossi, Treviso: Turazza, 1898